# شیخ طبرسی

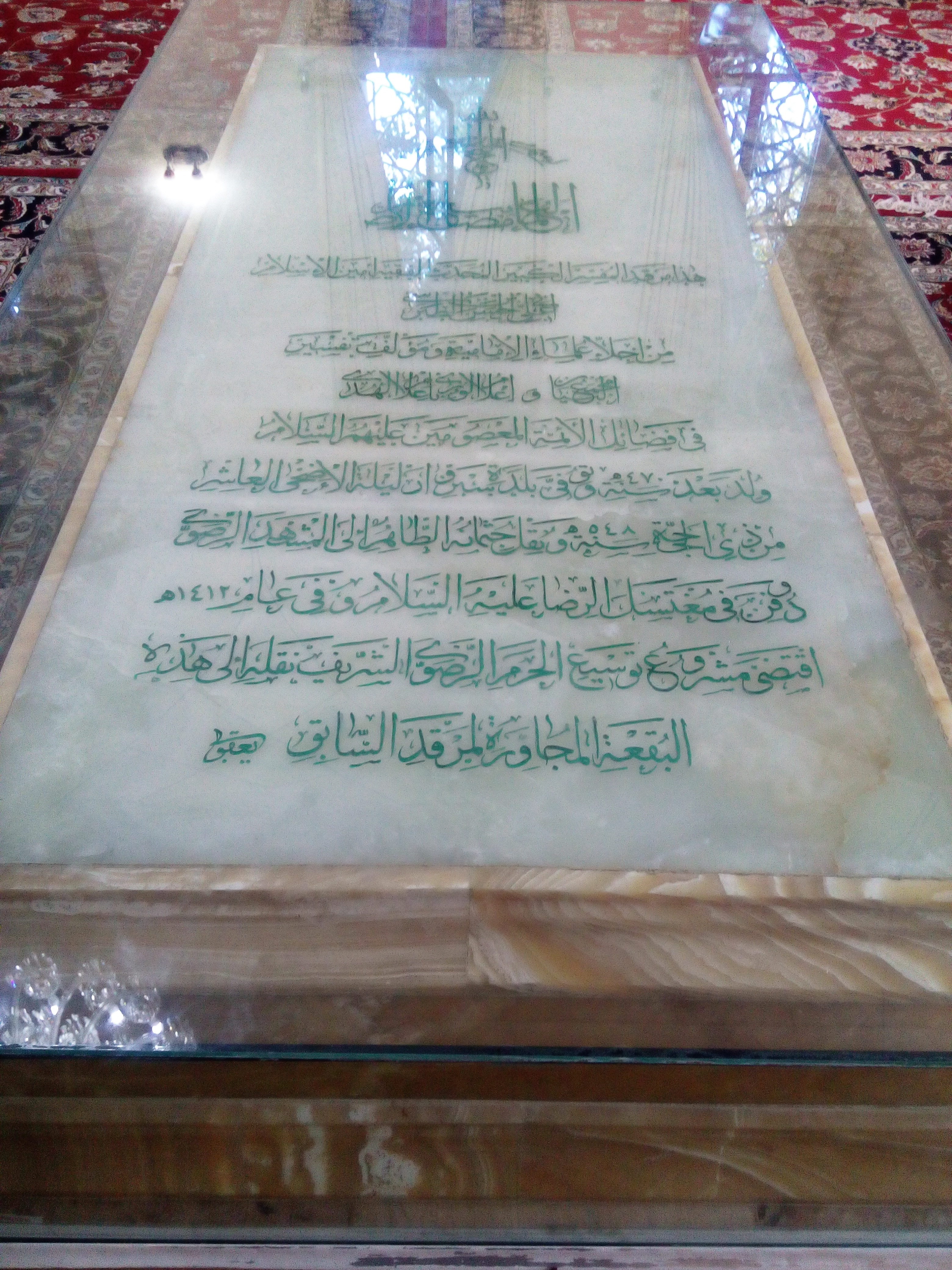
قبر شیخ طبرسی در حرم امام رضا، مشهد

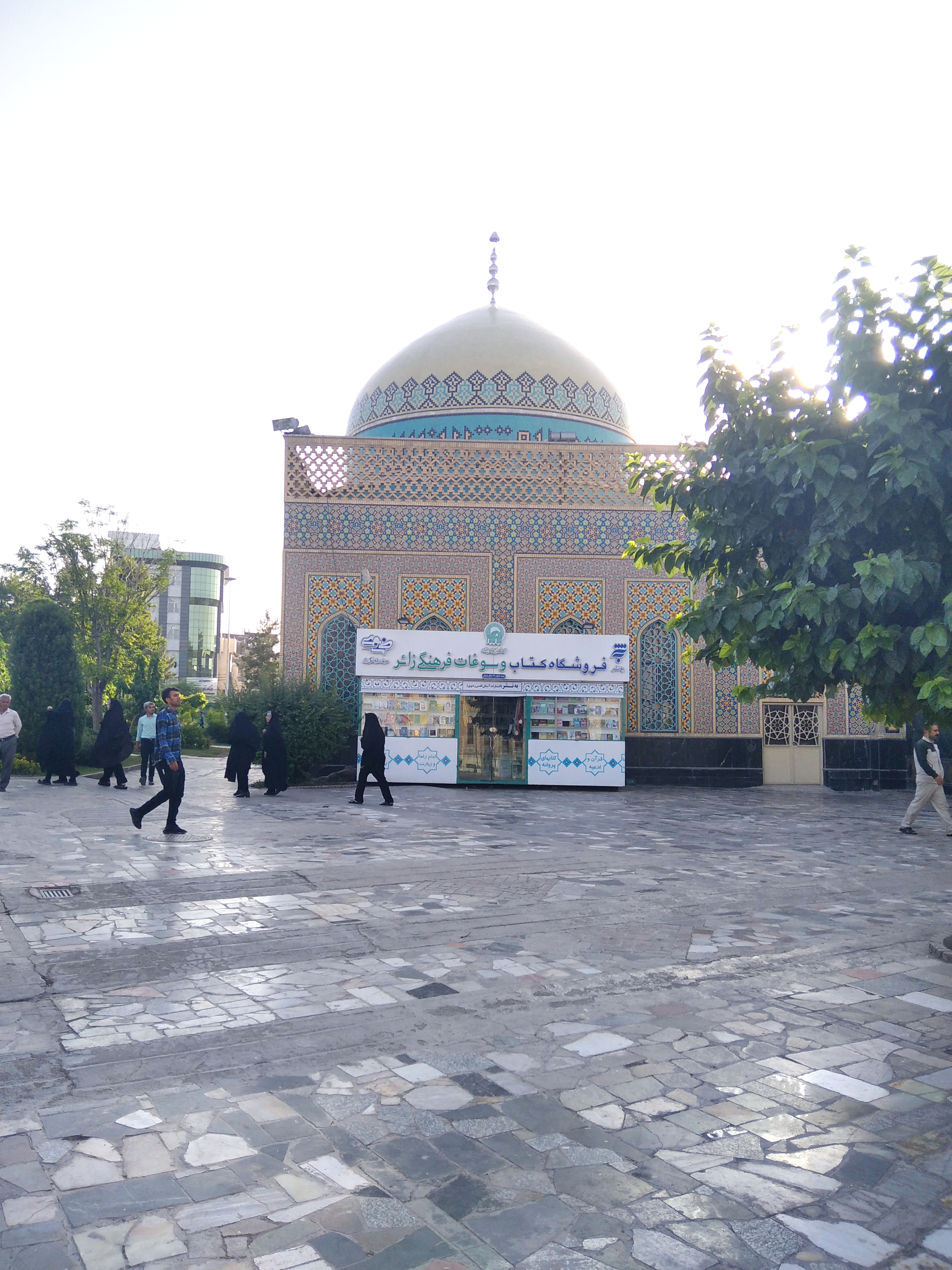
مقبرهٔ شیخ طبرسی، حرم امام رضا، مشهد، ایران

امین الاسلام ابوعلی فضل بن حسن طَبرِسی یا شیخ طبرسی (۵۳۲–۴۵۴ خورشیدی/۵۴۸–۴۶۸ قمری) با لقب «امین الاسلام» دانشمند و فقیه شیعه ایرانی است که کتاب‌هایی دربارهٔ علوم دینی تألیف کرده‌است.

## زندگی
فضل بن حسن طبرسی از خاندانی روحانی و علم‌دوست بوده‌اند، در مورد زادگاه ایشان اختلاف نظر وجود دارد عده‌ای او را اهل طبرس و عده‌ای او را اهل طبرستان می‌دانند. وی به خراسان هجرت کرد، در مشهد ساکن شد و در اواخر عمرش راهی سبزوار شد و در همان‌جا درگذشت. پیکر او را در مشهد در نزدیکی حرم امام رضا دفن کردند و خیابانی در آنجا به نام او، خیابان طبرسی نام‌گذاری شده‌است.
یکی از خصوصیات طبرسی، دور بودن او از تعصب است؛ برای مثال از زمخشری -دانشمند نامدار سنی- تجلیل کرده‌است. فضل بن حسن طبرسی در ادبیات و زبان عربی استاد بوده‌است. وی عبارات عربی را به نیکویی و شیوایی و اختصار بیان می‌کرده‌است و به لطائف ادبی هم علاقهٔ ویژه‌ای داشته‌است. همین نکته‌سنجی و لطیفه‌جویی، او را به نوشتن کتاب الکافی الشافی، که لطائف ادبی کتاب کشاف زمخشری را دربردارد، واداشته‌است. مهم‌ترین کتاب وی همان مجمع البیان است و پس از آن کتاب تفسیر جوامع الجامع به زبان عربی از اهم آثار اوست.
شیخ طبرسی در علوم دینی زمان خود، مانند تفسیر، فقه، کلام، سیره و تاریخ ائمه مشهور بوده‌است و در همهٔ این موضوعات کتاب‌هایی نوشته‌است. به گفته هم عصر او، بیهقی (در کتاب تاریخ بیهق)؛ کار عمدهٔ طبرسی تلخیص و تحریر کتاب‌های دیگران بوده‌است. کتاب مجمع البیان اثر طبرسی -بنا به تصریح خود او در مقدمهٔ کتابش- تحریری نو از تفسیر تبیان شیخ طوسی (۴۴۷–۳۷۴ خ. /۴۶۰–۳۸۵ ق) است. همچنین کتاب دیگر او، «المؤتلف من المختلف بین ائمة السلف» که دربارهٔ فقه تطبیقی یا «الانصاف فی مسائل الخلاف» ابن انباری است که تحریری از کتاب مسائل الخلاف شیخ طوسی است.

## زادگاه
گروهی از شرح حال‌نویسان طبرسی را اهل طبرستان (مازندران امروز) دانسته‌اند. گروهی دیگر از شرح حال‌نویسان نیز طبرسی را اهل طبرس (تفرش امروز) دانسته‌اند. مستند آن جمله ای است که ابوالحسن علی ابن زید بیهقی معرف به ابن فندق (۵۶۵ ق) در شرح حال ابوعلی فضل بن حسن طبرسی (۵۴۸ق) صاحب مجمع البیان فی تفسیر القرآن این گونه آورده‌است: طبرس منزلی است میان قاشان و اصفهان و اصل ایشان از آن بقعه بوده‌است. در تأیید سخن ابن فندق نیز گفته شده‌است که در عصر صفوی هم عده‌ای از علما بر این باور بوده‌اند که طبرسی منسوب به تفرش است. احمد بهمنیار (۱۳۳۴ ش) مصحح تاریخ بیهق سخن ابن فندق را پی‌گرفته و با بیان مطالبی نتیجه گرفته که همه طبرسی‌ها منسوب به تفرشند. حسین کریمیان (۱۳۷۲ش) نیز با پیگیری راه بهمنیار و افزودن مطالبی دیگر در تأیید سخن ایشان تفرشی بودن طبرسی‌ها را پذیرفته‌است.

## مقبره
مقبره شیخ طبرسی در مشهد در نزدیکی حرم علی بن موسی الرضا، امام هشتم شیعیان قراردارد. مقبره شیخ طبرسی در سال ۵۳ شمسی دارای بارگاه بود. این مقبره بعدها به مرور زمان تخریب شد و در طرح توسعهٔ میدان حرم، تنها همان مقبرهٔ شیخ باقی ماند. بعدها در سال ۷۰ طی اجرای طرح زیرگذر، قبر سیمانی شیخ طبرسی با طرحی کارشناسی و تشریفات خاص به فاصله ۲۰۰ متر به محل فعلی انتقال یافت. انجام این کار به سرپرستی مهدی عزیزیان به انجام رسید. آرامگاه شیخ طبرسی به صورت پلکانی در سه طبقه ساخته شده‌است.

مقبرهٔ دیگری نیز در مازندران به نام قلعهٔ شیخ طبرسی وجود دارد که بر اساس اطلاعات موجود در سن ۹۹ سالگی در قرن ۶ وفات یافته‌است. این آرامگاه در ۵ کیلومتری خارج قائم‌شهر، روستای افرا از توابع دهستان بالاتجن واقع شده‌است.

## آثار
- مجمع البیان
- جوامع البیان
- جوامع الجامع
- الاحتجاج (این کتاب از امین الاسلام طبرسی نیست بلکه از ابومنصور شیخ احمد بن علی بن ابیطالب طبرسی می‌باشد)